# كورنوال
قَرْنُوَالِيَة (نقحرة: كورنوال)، (بالإنكليزية: Cornwall، بالقرنوالية: Kernow)، مقاطعة إنكليزية ساحلية جنوب غرب إنكلترا. تقع إلى الغرب من نهر تامار وديفون. المركز الإداري والمدينة الوحيدة في المقاطعة هي مدينة ترورو. يوجد فيها طريقان رئيسيان يصلانها إلى بقية بريطانيا العظمى: A38 الذي يعبر نهر تامار نحو بليموث على جسر تامار، وA30 نحو لونستون في الجنوب.
تتميز قرنوالية بانتشار المستنقعات فيها واعتدال مناخها. تتميز بتنوع طبيعة الساحل فيها وتنتشر عليها الآثار العائدة للعصر الحجري وأيضا عصر الثورة الصناعية وخصوصا في مجال التنقيب عن المعادن كالفحم ومناجم القصدير والنحاس والتي هي مدرجة من ضمن قائمة التراث العالمي لمنظمة اليونيسكو ومن معالمها أيضا قلعة تنتاجل. وبالتالي تشكل السياحة جزء هاما من الاقتصاد المحلي للمحافظة. بيد أن قرنوالية تعد واحدة من أفقر المناطق في المملكة المتحدة ومن أقل المناطق من حيث دخل الفرد من الناتج القومي.
قرنوالية هي الوطن التاريخي للشعب القرنيشي الذي يعد أحد الشعوب القلطية التي تنتمي إلى الدول القلطية الستة التاريخية بإجماع الكثير من السكان والعلماء المؤرخين. يجيد بعض سكان المنطقة اللغة القرنوالية، وهي لغة قلطية قديمة في منطقة قرنوالية تعود لعام 1777 م، وهي مرتبطة باللغة الويلزية والبرطانيّة. كما يعد بعض السكان أنفسهم «قرنواليين» وليسوا إنكليز. بعض السكان يطالب الآن بمراجعة الوضع الدستوري في قرنوالية ويطالبون بشبه إمارة مستقلة للإقليم تحت ما يسمى بدوقية قرنوالية، وهناك مطالبات أخرى لاستقلالية أكبر للمقاطعة بنوع من الحكم الذاتي. علم القديس بيران (صليب أبيض وخلفية سوداء) هو رمز القرنواليين الانفصاليين. في عام 2005 م قدر عدد سكان المنطقة بحوالي 519400 نسمة. مساحتها 3563 كم2.

## أعلام
- سيمون تشانينج وليامز
- والي فيلدينغ
- زوي بامر
- جون مايو
- دافني دو مورييه
- روجر كارون
- هارولد ويلسون
- باميلا كولمان سميث
- هنري هال
- توماس بال بارات
- تشارلي وينستون
- كولن ويلسون
- جايسون داو